# Archidiecezja poznańska
Archidiecezja poznańska (łac. Archidioecesis Posnaniensis) – jedna z czternastu archidiecezji Kościoła katolickiego w Polsce obrządku łacińskiego.

## Historia

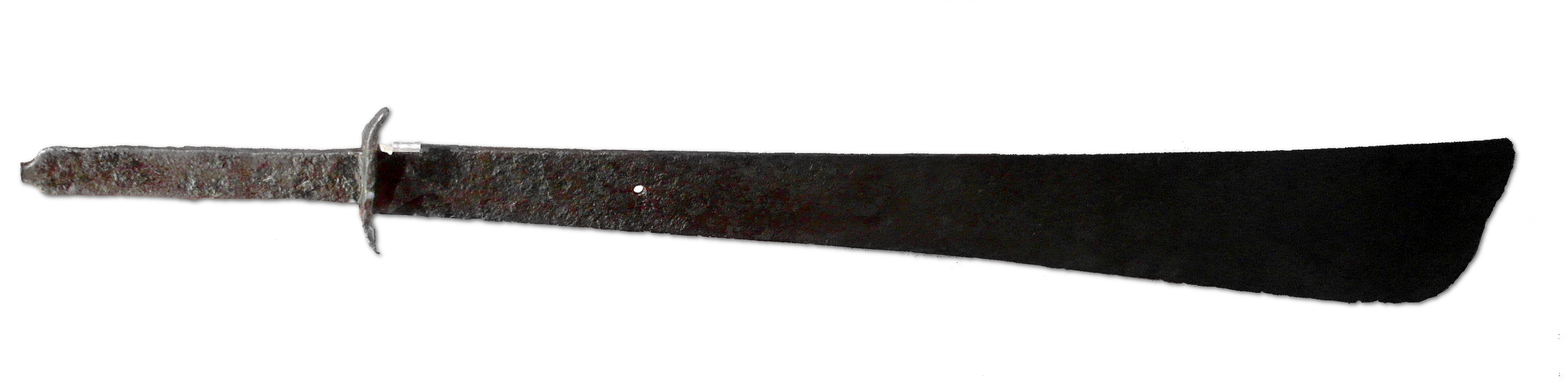
Miecz świętego Piotra ofiarowany pierwszemu biskupowi poznańskiemu Jordanowi przez papieża Jana XIII

Diecezja poznańska jest historycznie pierwszą diecezją na ziemiach polskich (łac. prima sedes episcoporum Poloniae), ustanowioną w 968 (dwa lata po chrzcie Mieszka I) jako biskupstwo misyjne podległe bezpośrednio jurysdykcji Stolicy Apostolskiej. Wraz z założeniem stolicy biskupiej rozpoczęła się budowa kościoła katedralnego na terenie podgrodzia poznańskiego grodu (obecnie Ostrów Tumski w Poznaniu). Pierwszym biskupem został Jordan, mianowany przez papieża Jana XIII, który zapoczątkował historię polskiej hierarchii kościelnej. Diecezja początkowo nie została włączona do metropolii gnieźnieńskiej utworzonej w 1000, a dopiero po śmierci biskupa Ungera (1012) lub po jej przywróceniu w 1075 za panowania Bolesława Śmiałego. W 1038 w wyniku najazdu Brzetysława I na Polskę diecezja poznańska upadła. Złupiono Wielkopolskę grabiąc cenne relikwie kościelne, które następnie biorący udział w wyprawie biskup praski Sewer złożył w katedrze św. Wita w Pradze.
Z chwilą reorganizacji Kościoła i odnowienia biskupstwa diecezja poznańska obejmowała większość Wielkopolski, a także część Mazowsza, gdzie utworzono przed 1252 archidiakonat czerski z kolegiatą w Czersku, od 1406 warszawski (kolegiata przeniesiona w 1399). Możliwe, że archidiakonat mazowiecki powołano już w 1076 i miał początkowo kolegiatę w Grójcu.
W 1298 biskup Andrzej Zaremba dokonał podziału diecezji na cztery archidiakonaty: archidiakonat poznański, archidiakonat śremski, archidiakonat pszczewski, archidiakonat czerski (od XV wieku jako warszawski).  
W 1772 w diecezji funkcjonowało 28 dekanatów: 
- w archidiakonacie poznańskim: poznański, bukowski, czarnkowski, kostrzyński, obornicki, pyzdrski, rogoziński, średzki;
- w archidiakonacie śremskim: borecki, kościański, koźmiński, krobski, nowomiejski, śmigielski, śremski, wschowski;
- w archidiakonacie pszczewskim: grodziski, lwówecki, zbąski
- w archidiakonacie warszawskim: błoński, garwoliński, gąbiński, grójecki, latowicki, liwski, mszczonowski, piaseczyński, sochaczewski, warecki

Na skutek rozbiorów Polski i wpływu władz zaborczych na działalność Kościoła katolickiego dokonano zmian granic biskupstwa poznańskiego – mazowiecką część wraz z Warszawą odłączono od Poznania i w 1798 utworzono z niej osobne biskupstwo warszawskie (w 1817 podniesione do rangi archidiecezji).
W 1821 papież Pius VII wydał bullę De salute animarum, w której regulował na nowo organizację kościelną na obszarze państwa pruskiego. Wówczas to podniesiono dotychczasowe biskupstwo poznańskie do rangi archidiecezji oraz połączono unią aeque principaliter z archidiecezją gnieźnieńską, tworząc jedną metropolię. Odtąd biskupi poznańscy nosili tytuł prymasa. W czasach pruskich wielokrotnie dochodziło do napięć pomiędzy zaborcą a władzami kościelnymi. Symbolem prześladowań tamtego okresu jest postać kard. Mieczysława Ledóchowskiego, który musiał opuścić archidiecezję.
Po odzyskaniu przez Polskę niepodległości i ukształtowaniu się granic dokonano w 1925 reorganizacji struktur administracyjnych Kościoła katolickiego w Polsce. Część parafii znalazło się na terenie Niemiec, dlatego utworzono Niezależną Prałaturę Pilską. Do archidiecezji poznańskiej przyłączono również z archidiecezji gnieźnieńskiej dekanaty ołobocki i krotoszyński, a oddano dekanaty jarociński i miłosławski. Wybuch II wojny światowej całkowicie odmienił funkcjonowanie Kościoła poznańskiego. Okupanci aresztowali i zabijali duchowieństwo, a wiernym uniemożliwiano praktykowanie wiary. Po opuszczeniu kraju przez prymasa Augusta Hlonda, oficjalnie władzę nad archidiecezjami przejął biskup Walenty Dymek, który został internowany.
Po II wojnie światowej rozwiązano unię personalną z Gnieznem, a w latach 1946–1992 archidiecezja nie przynależała do żadnej metropolii – podlegała bezpośrednio Stolicy Apostolskiej. Na skutek reformy administracyjnej Kościoła katolickiego w Polsce w 1992 archidiecezja poznańska utraciła kilkadziesiąt parafii z terenu południowej Wielkopolski na rzecz nowo utworzonej diecezji kaliskiej. Równocześnie utworzono metropolię poznańską, w skład której weszła również diecezja kaliska. Ostatnia zmiana granic nastąpiła w 2004, w ramach której oddano część północno-wschodniego (m.in. Ujście, Chodzież, Rogoźno, Skoki) i wschodniego (m.in. Murowana Goślina, Nekla) obszaru na rzecz archidiecezji gnieźnieńskiej. W 2018 obchodzono 1050. rocznicę erygowania diecezji.
W ciągu ponad tysiąca lat istnienia biskupstwa poznańskiego posługiwało w nim wielu wybitnych duchownych, takich jak biskupi: Unger czy Jan Lubrański, arcybiskupi: Leon Michał Przyłuski, Walenty Dymek, Antoni Baraniak i Jerzy Stroba oraz kardynałowie: hr. Mieczysław Halka-Ledóchowski, Edmund Dalbor i August Hlond.
Wśród świętych i błogosławionych pochodzących lub żyjących na terenie archidiecezji są:
- bł. Edmund Bojanowski, ur. w Grabonogu koło Gostynia, działacz społeczny, pedagog, założyciel Zgromadzenia Sióstr Służebniczek
- św. Urszula Ledóchowska, pedagog i wychowawczyni dzieci i młodzieży, założycielka Zgromadzenia Sióstr Urszulanek Serca Jezusa Konającego,
- bł. Maria Karłowska, założycielka Zgromadzenia Sióstr Pasterek od Opatrzności Bożej
- bł. Sancja Szymkowiak, siostra zakonna, posługująca ubogim i jeńcom w czasie II wojny światowej, zmarła w Poznaniu.
- bł. Natalia Tułasiewicz, nauczycielka w Poznaniu, męczenniczka II wojny światowej
- bł. Józef Kut, ksiądz diecezjalny, proboszcz parafii w Gościeszynie, męczennik II wojny światowej
- bł. Marian Konopiński, ksiądz diecezjalny, wikariusz parafii św. Michała Archanioła w Poznaniu, kapelan w Wojsku Polskim, męczennik II wojny światowej
- bł. Włodzimierz Laskowski, ksiądz diecezjalny, proboszcz i dziekan w Lwówku, męczennik II wojny światowej
- bł. Narcyz Putz, ksiądz diecezjalny, społecznik, proboszcz parafii św. Wojciecha w Poznaniu, radny Rady Miasta Poznania, męczennik II wojny światowej
- błogosławieni oratorianie salezjańscy z Poznania, pięciu wychowanków salezjańskich, aresztowanych przez gestapo, zamordowanych w Dreźnie, męczennicy II wojny światowej
- bł. Józef Zapłata, zakonnik ze Zgromadzenia Braci Serca Jezusowego, męczennik II wojny światowej
- bł. Michał Kozal, absolwent Arcybiskupiego Seminarium Duchownego w Poznaniu, biskup pomocniczy włocławski, męczennik II wojny światowej

a także św. Faustyna Kowalska, św. Jan z Dukli oraz bł. Rafał Chyliński.
Archidiecezję dwukrotnie (1983, 1997) jako papież odwiedził św. Jan Paweł II.

## Biskupi

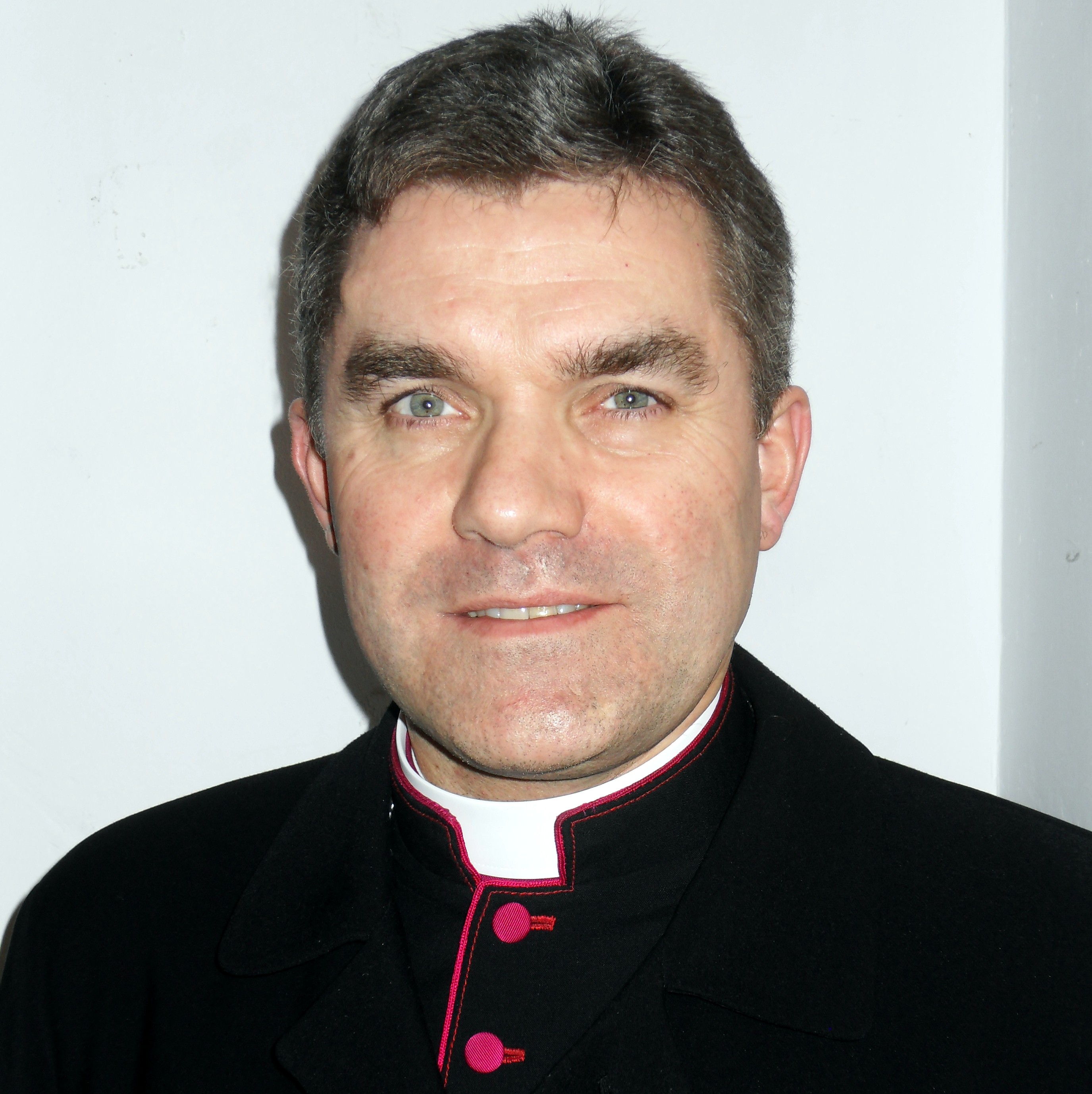
Zbigniew Zieliński – metropolita

### Biskup diecezjalny
- abp Zbigniew Zieliński – metropolita poznański od 2025

### Biskupi pomocniczy
- bp Grzegorz Balcerek (wikariusz generalny) – od 1999
- bp Jan Glapiak (wikariusz generalny) – od 2021

### Biskupi seniorzy
- abp Stanisław Gądecki – metropolita poznański w latach 2002–2025, senior od 2025
- bp Zdzisław Fortuniak – biskup pomocniczy poznański w latach 1982–2014, senior od 2014

### Biskup rezydent
- bp Romuald Kujawski – biskup diecezjalny Porto Nacional w latach 2009–2022, senior od 2022

## Główne świątynie

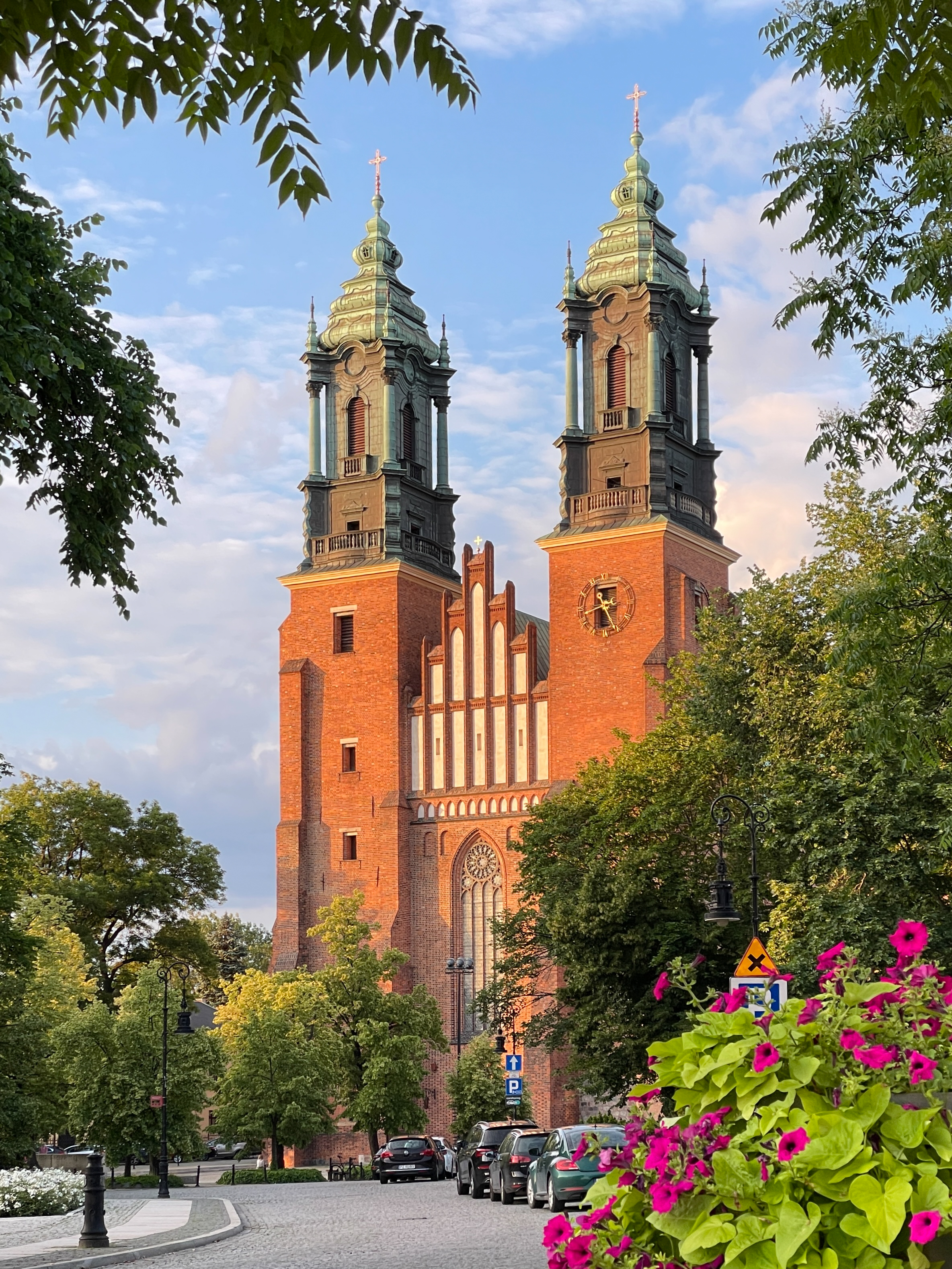
Archikatedra św. Piotra i Pawła
w Poznaniu

- bazylika archikatedralna Świętych Apostołów Piotra i Pawła w Poznaniu – bazylika mniejsza od 1962
- bazylika Matki Bożej Świętogórskiej Róży Duchownej na Świętej Górze w Gostyniu – bazylika mniejsza od 1972
- bazylika Matki Boskiej Nieustającej Pomocy i św. Marii Magdaleny w Poznaniu (Fara Poznańska) – bazylika mniejsza od 2010
- bazylika św. Mikołaja w Lesznie – bazylika mniejsza od 2013
- bazylika kolegiacka Matki Bożej Pocieszenia i św. Stanisława Biskupa w Szamotułach – bazylika mniejsza od 2014
- bazylika św. Józefa w Poznaniu – bazylika mniejsza od 2017
- bazylika kolegiacka Wniebowzięcia Najświętszej Maryi Panny w Środzie Wielkopolskiej – bazylika mniejsza od 2021

## Sanktuaria[4]

### Sanktuaria Pańskie
- Sanktuarium Krzyża Świętego - Kościół św. Krzyża i św. Mikołaja w Biezdrowie
- Sanktuarium Bożego Ciała - Kościół Bożego Ciała w Poznaniu
- Sanktuarium Miłosierdzia Bożego w Poznaniu
- Sanktuarium Najświętszej Krwi Pana Jezusa w Poznaniu
- Sanktuarium Przemienienia Pańskiego w Poznaniu
- Sanktuarium Świętego Krzyża w archikatedrze Świętych Apostołów Piotra i Pawła w Poznaniu
- Sanktuarium Świętości Życia - Kościół Zwiastowania Pańskiego w Poznaniu

### Sanktuaria Świętych i Błogosławionych
- Sanktuarium św. Faustyny Kowalskiej w Kiekrzu
- Sanktuarium bł. Edmunda Bojanowskiego w Luboniu
- Sanktuarium św. Urszuli Ledóchowskiej w Pniewach
- Sanktuarium św. Józefa w Bazylice św. Józefa w Poznaniu
- Sanktuarium bł. Sancji Szymkowiak - Kościół św. Rocha w Poznaniu

## Instytucje archidiecezjalne
- Kuria Metropolitalna  (Poznań, ul. Ostrów Tumski 2)
- Metropolitalny Sąd Duchowny (Poznań, ul. Ostrów Tumski 5)
- Arcybiskupie Seminarium Duchowne (Poznań, ul. Wieżowa 2/4)
- Wydział Teologiczny Uniwersytetu im. Adama Mickiewicza w Poznaniu (Poznań, ul. Wieżowa 2/4)
- Caritas Archidiecezji Poznańskiej (Poznań, Rynek Wildecki 4a)
- Akademia Lubrańskiego - Muzeum Archidiecezjalne (Poznań, ul. Jana Lubrańskiego 1)
- Archiwum Archidiecezjalne (Poznań, ul. Ks. Ignacego Posadzego 2)
- Dom Księży Emerytów (Poznań, ul. Sędziwoja 46)
- Święty Wojciech Dom Medialny (Poznań, ul. Chartowo 5)
- Radio Emaus (Poznań, ul. Chartowo 5)
- Poznański Chór Katedralny (Poznań, ul. Ostrów Tumski 1)

## Kapituły
- Metropolitalna czyli Katedralna przy bazylice archikatedralnej Świętych Apostołów Piotra i Pawła w Poznaniu
- Kolegiacka przy bazylice kolegiackiej Matki Boskiej Nieustającej Pomocy i św. Marii Magdaleny w Poznaniu (od 29 kwietnia 1470[5])
- Kolegiacka przy bazylice kolegiackiej pw. Wniebowzięcia NMP w Środzie Wielkopolskiej (od 13 listopada 1423)
- Kolegiacka przy bazylice kolegiackiej św. Mikołaja w Lesznie
- Kolegiacka przy bazylice kolegiackiej Matki Boskiej Pocieszenia i św. Stanisława Biskupa w Szamotułach (od 20 lutego 1542 do 1835 i ponownie erygowana w 2000)[6]

## Patroni
- główny: św. Stanisław ze Szczepanowa
- bł. Bogumił z Dobrowa
- św. Urszula Ledóchowska

## Zgromadzenia zakonne

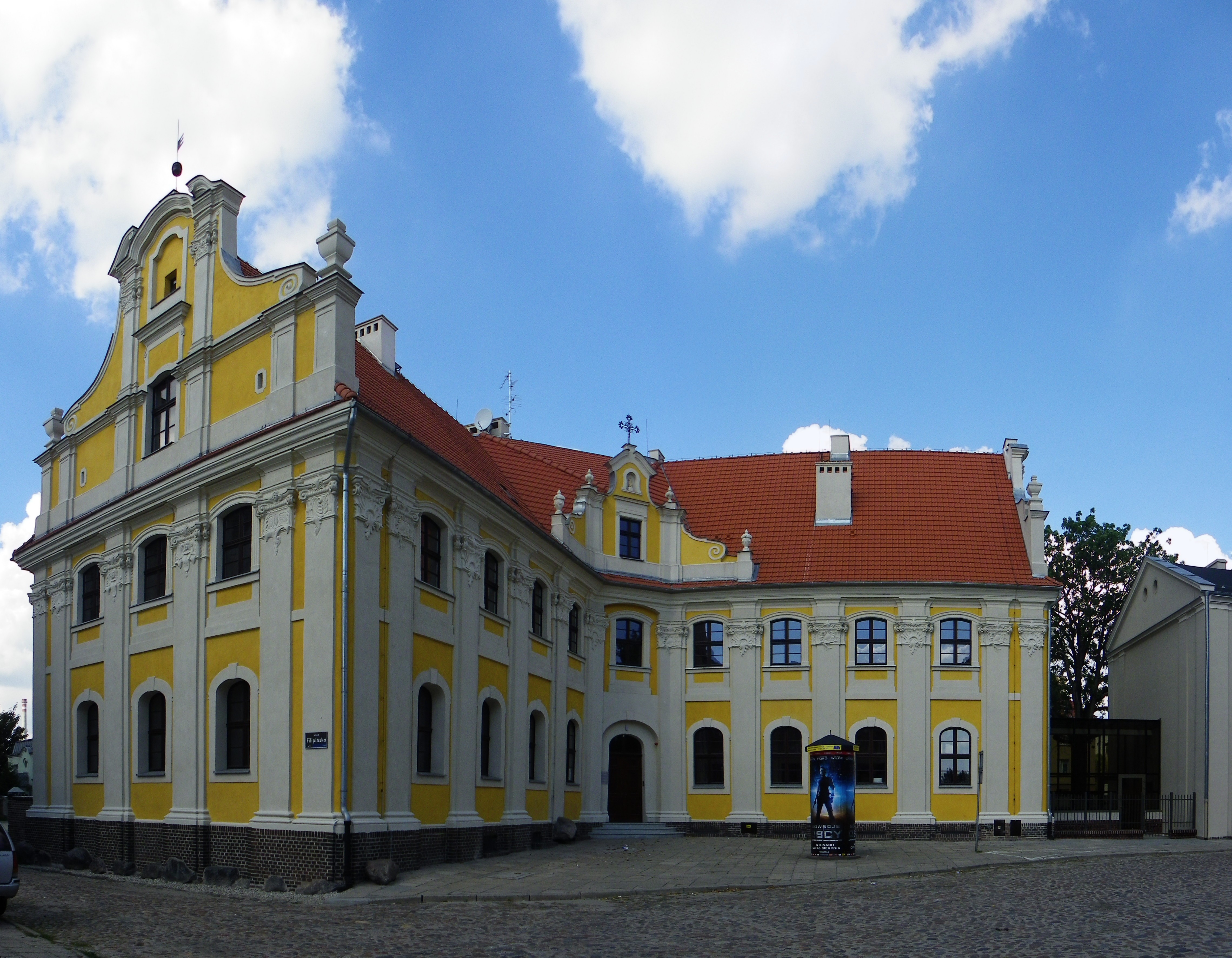
Dawny klasztor filipinów w Poznaniu (ob. budynek szkolny)

- Męskie – 22 (domy zakonne – 37): benedyktyni, bonifratrzy, Bracia Serca Jezusowego, chrystusowcy, dominikanie, duchacze, filipini, franciszkanie, franciszkanie konwentualni, jezuici, karmelici bosi, Misjonarze Świętej Rodziny, oblaci, pallotyni, paulini, pijarzy, redemptoryści, salezjanie, saletyni, sercanie biali, werbiści, zmartwychwstańcy.
- Żeńskie – 34 (domy zakonne – 92): karmelitanki bose, klaryski, albertynki, betanki, dominikanki, elżbietanki, felicjanki, Franciszkanki od Pokuty i Miłości Chrześcijańskiej, Franciszkanki Rodziny Maryi, jadwiżanki, Karmelitanki Dzięciątka Jezus, klawerianki, marianki, marylki, Misjonarki Chrystusa Króla, Siostry Matki Bożej Miłosierdzia, nazaretanki, Oblatki Serca Jezusa, opatrznościanki, pallotynki, pasterki, siostry Sacre Coeur, salezjanki, serafitki, siostry szenstackie, siostry Wspólnej Pracy, służebniczki dębickie, służebniczki śląskie, służebniczki wielkopolskie, szarytki, Uczennice Krzyża, urszulanki, urszulanki szare, werbistki, zmartwychwstanki[7].
- historyczne: benedyktynki, cystersi, cysterki, dominikanki (katarzynki), joannici, karmelici trzewiczkowi.

## Miasta archidiecezji

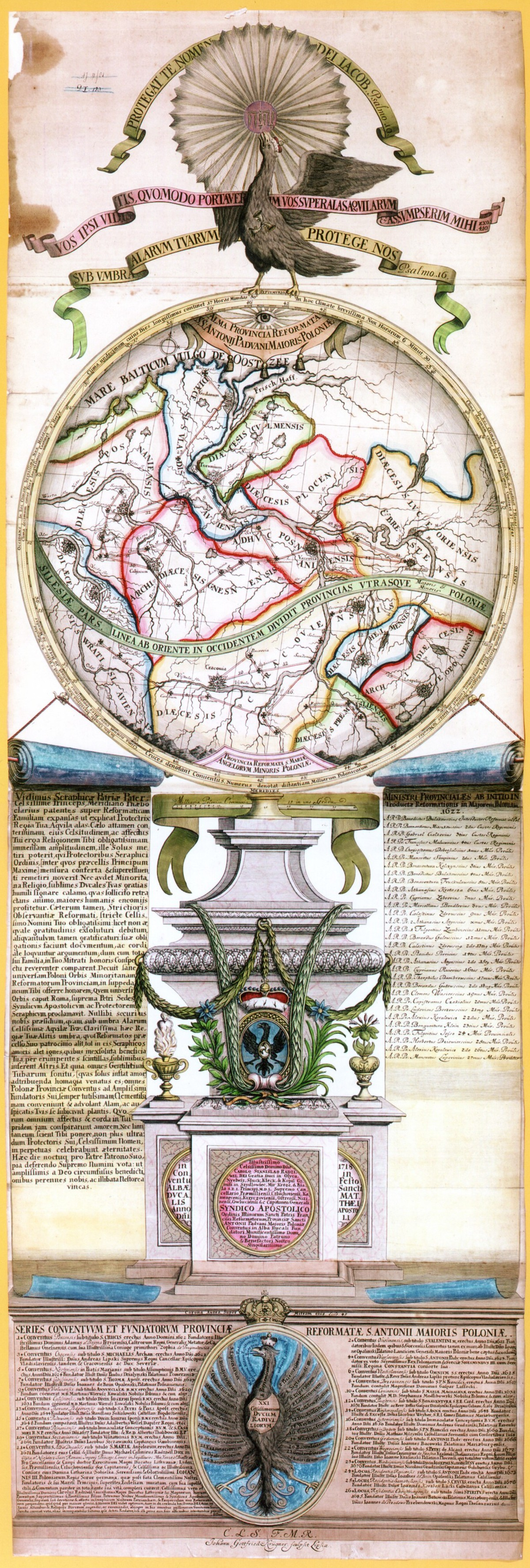
Ozdobna mapa prowincji wielkopolskiej zakonu reformatów, ukazująca klasztory na tle podziału administracyjnego Kościoła rzymskokatolickiego w Rzeczypospolitej (1718), przedstawiająca m.in. granice archidiecezji poznańskiej (ze zbiorów Archiwum Państwowego w Poznaniu)

| herb | miasto                    | dekanat | województwo   | powiat                  | ludność | liczba parafii |
| ---- | ------------------------- | --- | ------------- | ----------------------- | ------- | -------------- |
|      | Poznań                    | Dekanat Poznań-Nowe Miasto Dekanat Poznań-Stare Miasto Dekanat Poznań-Łazarz Dekanat Poznań-Jeżyce Dekanat Poznań-Winogrady Dekanat Poznań-Piątkowo Dekanat Poznań-Rataje Dekanat Poznań-Starołęka Dekanat przeźmierowski (jedna parafia) | wielkopolskie | Poznań                  | 545 073 | 75             |
|      | Leszno                    | Dekanat leszczyński | wielkopolskie | Leszno                  | 61 396  | 8              |
|      | Luboń                     | Dekanat luboński | wielkopolskie | poznański               | 32 922  | 4              |
|      | Swarzędz                  | Dekanat swarzędzki | wielkopolskie | poznański               | 28 981  | 5              |
|      | Śrem                      | Dekanat śremski | wielkopolskie | śremski                 | 28 560  | 4              |
|      | Środa Wielkopolska        | Dekanat średzki | wielkopolskie | średzki                 | 24 358  | 3              |
|      | Kościan                   | Dekanat kościański | wielkopolskie | kościański              | 23 832  | 4              |
|      | Gostyń                    | Dekanat gostyński | wielkopolskie | gostyński               | 20 121  | 3              |
|      | Rawicz                    | Dekanat rawicki | wielkopolskie | rawicki                 | 20 080  | 3              |
|      | Szamotuły                 | Dekanat szamotulski | wielkopolskie | szamotulski             | 18 569  | 2              |
|      | Oborniki                  | Dekanat obornicki | wielkopolskie | obornicki               | 17 534  | 3              |
|      | Grodzisk Wielkopolski     | Dekanat grodziski | wielkopolskie | grodziski               | 15 163  | 3              |
|      | Mosina                    | Dekanat luboński | wielkopolskie | poznański               | 14 536  | 1              |
|      | Nowy Tomyśl               | Dekanat lwówecki | wielkopolskie | nowotomyski             | 13 962  | 2              |
|      | Wolsztyn                  | Dekanat wolsztyński | wielkopolskie | wolsztyński             | 12 352  | 2              |
|      | Wronki                    | Dekanat wroniecki | wielkopolskie | szamotulski             | 10 771  | 2              |
|      | Czarnków                  | Dekanat czarnkowski | wielkopolskie | czarnkowski-trzcianecki | 10 218  | 2              |
|      | Międzychód                | Dekanat międzychodzki | wielkopolskie | międzychodzki           | 10 216  | 2              |
|      | Kostrzyn                  | Dekanat kostrzyński | wielkopolskie | poznański               | 9 827   | 2              |
|      | Puszczykowo               | Dekanat luboński | wielkopolskie | poznański               | 9 408   | 2              |
|      | Opalenica                 | Dekanat bukowski | wielkopolskie | nowotomyski             | 9 350   | 2              |
|      | Kórnik, Bnin              | Dekanat kórnicki | wielkopolskie | poznański               | 8 223   | 2              |
|      | Pniewy                    | Dekanat pniewski | wielkopolskie | szamotulski             | 8 188   | 2              |
|      | Zbąszyń                   | Dekanat zbąszyński | wielkopolskie | nowotomyski             | 7 147   | 1              |
|      | Stęszew                   | Dekanat stęszewski | wielkopolskie | poznański               | 5 967   | 1              |
|      | Sieraków                  | Dekanat wroniecki | wielkopolskie | międzychodzki           | 5 890   | 1              |
|      | Wieleń (południowa część) | Dekanat wieleński | wielkopolskie | czarnkowsko-trzcianecki | 5 811   | 1              |
|      | Buk                       | Dekanat bukowski | wielkopolskie | poznański               | 5 667   | 1              |
|      | Śmigiel                   | Dekanat śmigielski | wielkopolskie | kościański              | 5 587   | 2              |
|      | Czempiń                   | Dekanat kościański | wielkopolskie | kościański              | 5 188   | 1              |
|      | Krobia                    | Dekanat krobski | wielkopolskie | gostyński               | 4 426   | 1              |
|      | Rakoniewice               | Dekanat wolsztyński | wielkopolskie | grodziski               | 3 617   | 1              |
|      | Miejska Górka             | Dekanat rawicki | wielkopolskie | rawicki                 | 3 126   | 1              |
|      | Lwówek                    | Dekanat lwówecki | wielkopolskie | nowotomyski             | 2 956   | 1              |
|      | Poniec                    | Dekanat krobski | wielkopolskie | gostyński               | 2 946   | 1              |
|      | Rydzyna                   | Dekanat rydzyński | wielkopolskie | leszczyński             | 2 895   | 1              |
|      | Bojanowo                  | Dekanat rawicki | wielkopolskie | rawicki                 | 2 840   | 1              |
|      | Książ Wielkopolski        | Dekanat nowomiejski | wielkopolskie | śremski                 | 2 612   | 2              |
|      | Zaniemyśl                 | Dekanat kórnicki | wielkopolskie | średzki                 | 2 573   | 2              |
|      | Borek Wielkopolski        | Dekanat borecki | wielkopolskie | gostyński               | 2 435   | 1              |
|      | Osieczna                  | Dekanat rydzyński | wielkopolskie | leszczyński             | 2 431   | 1              |
|      | Obrzycko                  | Dekanat szamotulski | wielkopolskie | szamotulski             | 2 384   | 1              |
|      | Jutrosin                  | Dekanat jutrosiński | wielkopolskie | rawicki                 | 1 888   | 1              |
|      | Ostroróg                  | Dekanat szamotulski | wielkopolskie | szamotulski             | 1 861   | 1              |
|      | Wielichowo                | Dekanat grodziski | wielkopolskie | grodziski               | 1 696   | 1              |
|      | Krzywiń                   | Dekanat krzywiński | wielkopolskie | kościański              | 1 668   | 1              |
|      | Dolsk                     | Dekanat śremski | wielkopolskie | śremski                 | 1 561   | 1              |
|      | Jaraczewo                 | Dekanat borecki | wielkopolskie | jarociński              | 1 374   | 1              |